# Aerosol

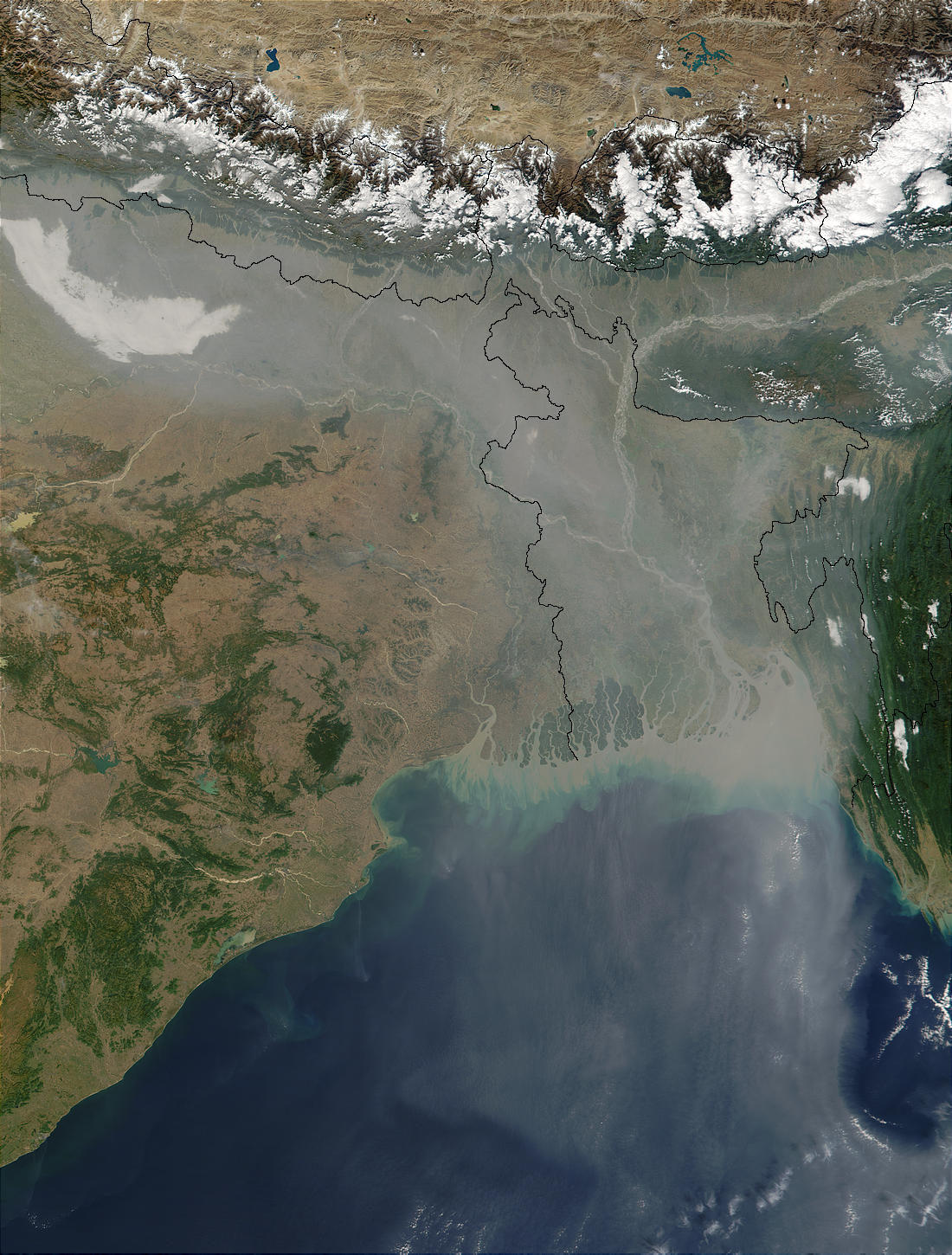
Aerosolové znečištění severovýchodní Indie a Bangladéše

Aerosol (zkratka z anglického „aero-solution“) je heterogenní směs malých pevných nebo kapalných částic v plynu. První případ se také označuje jako dým, druhý jako mlha. Rozptýlené částice mají velikost od 10 nm do 10 μm, což odpovídá shlukům několika molekul až částicím tak hmotným, že už nemohou snadno poletovat v atmosféře. Pevné nebo kapalné částice menší než 1 μm jsou typicky vytvářeny vlivem člověka na životní prostředí.
Malé množství kapalného aerosolu v atmosféře vytváří opar, větší množství pak omezuje viditelnost pod 1 km a nazývá se mlha. Větší množství aerosolu v atmosféře vede ke snížení viditelnosti a je jedním z nejnepříjemnějších znečišťovatelů životního prostředí. Velké množství aerosolu se dostává do ovzduší během sopečné činnosti, kdy může být vynesen až do stratosféry, během lesních požárů, po dopadu mimozemského tělesa, či při jaderné válce. Jeho velké množství v atmosféře může způsobit ochlazení (či nepřímo menší měrou oteplení) planety a následný nástup doby ledové. Aerosoly mají na zimní počasí větší vliv než skleníkové plyny. Jejich vliv byl ale pozorován i v letních měsících. Redukce produkce aerosolů může vyvolat vlny veder. Na ně mohou mít větší vliv než skleníkové plyny.

## Vznik
Aerosol může vznikat řadou způsobů. V případě sopečného aerosolu ve stratosféře dochází k jeho vzniku výsledkem chemických reakcí vodní páry a sopečných plynů, konkrétně převážně oxidu siřičitého (SO2) a sulfanu (H2S). Výsledkem reakce jsou obvykle 1–2 μm drobné kapičky kyseliny sírové tvořící aerosol. Tyto částice mají schopnost zůstat v atmosféře 2 až 3 roky a oproti prachovým částicím mají až desetkrát větší schopnost blokovat dopadající sluneční záření. Přítomnost aerosolu kyseliny sírové tak zvyšuje odrazivost Země, tzv. albedo, což se projevuje tím, že se od částeček odráží mnohem více světelného záření zpět do kosmu. Tím zemský povrch nedostává obvyklý přísun energie, načež se ochlazuje. Například erupce sopky Pinatubo v roce 1991 tak způsobila celosvětový pokles průměrné teploty o 0,5 °C.
Na druhou stranu, část dopadajícího záření je aerosolem zachycena, čímž dochází k zahřátí těchto kapiček a významnému ohřátí stratosféry.